# Îles de la Trinité
Les îles de la Trinité sont un petit groupe d'îles de l'archipel Kodiak dans le borough de l'île Kodiak en Alaska.

## Description
Les deux îles principales du groupe sont Sitkinak et Tugidak. L'ensemble s'étend sur 408,65 km2. Seule Tugidak est habitée. 

## Histoire
Elles doivent leur nom à Vitus Bering (1785).